# Липгартен
Липгартен (нем. Liepgarten) — община в Германии, в земле Мекленбург-Передняя Померания.
Входит в состав района Иккер-Рандов. Подчиняется управлению Ам Штеттинер Хаф. Население составляет 836 человек (2009); в 2003 г. — 927. Занимает площадь 32,81 км².
| Год  | Население |
| ---- | --------- |
| 1991 | 793       |
| 1995 | 808       |
| 2000 | 924       |
| 2005 | 887       |
| 2010 | 824       |